# Mantorp Park
Der Mantorp Park ist eine Motorsport-Rennstrecke, die in der Nähe von Mantorp in der Gemeinde Mjölby gelegen ist. Man findet sie am E4 Motorway zwischen Linköping und Jönköping.

## Geschichte

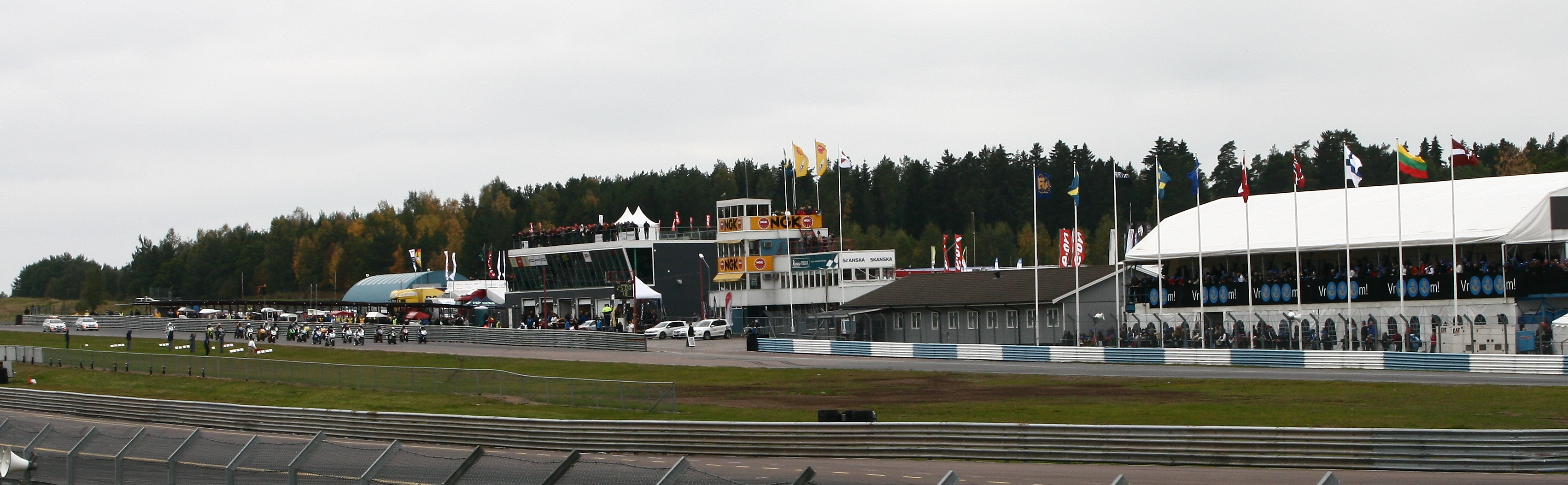
Start-Ziel Bereich des Mantorp Parks 2008

Sie wurde 1969 mit Finanzierung von BP Schweden als permanente Renn- und Dragstrecke gebaut. Die ursprünglich 4,1 km lange Bahn wurde 1981 mit einer zusätzlichen Schikane ausgestattet um Sicherheitsbedenken wegen eines größeren, nicht beweglichen Felsens in einer Auslaufzone zu umgehen. Gleichzeitig wurde der Streckenabschnitt "Romkurvan" durch eine Kurzanbindung außer Betrieb gesetzt. 1997 wurde die Schikane noch einmal auf ihre heutige Form modifiziert.

## Streckenbeschreibung
Es gibt vier verschiedene Streckenvarianten, von denen heute nur noch zwei genutzt werden. Die kurze Variante hat eine Länge von 1,868 km und die lange von 3,106 km. Theoretisch ist noch eine weitere Kurzvariante im Westen des Kurses für Trackdays vorhanden.
Die Gegengerade der Strecke verläuft über den Dragstrip für Beschleunigungsrennen.

## Veranstaltungen
Die Formel-2-Europameisterschaft besuchte den Mantorp Park 1971, 1972, 1973, 1981 und 1982. Heute werden auf der Strecke hauptsächlich Clubrennen, Dragrennen und Fahrlehrgänge veranstaltet. Die einzigen offiziellen Rennserien, welche den Mantorp Park derzeit besuchen, sind die Schwedische Formel-3-Meisterschaft, der Porsche Carrera Cup Scandinavia und die Schwedische Tourenwagen-Meisterschaft.

## Rennspiele

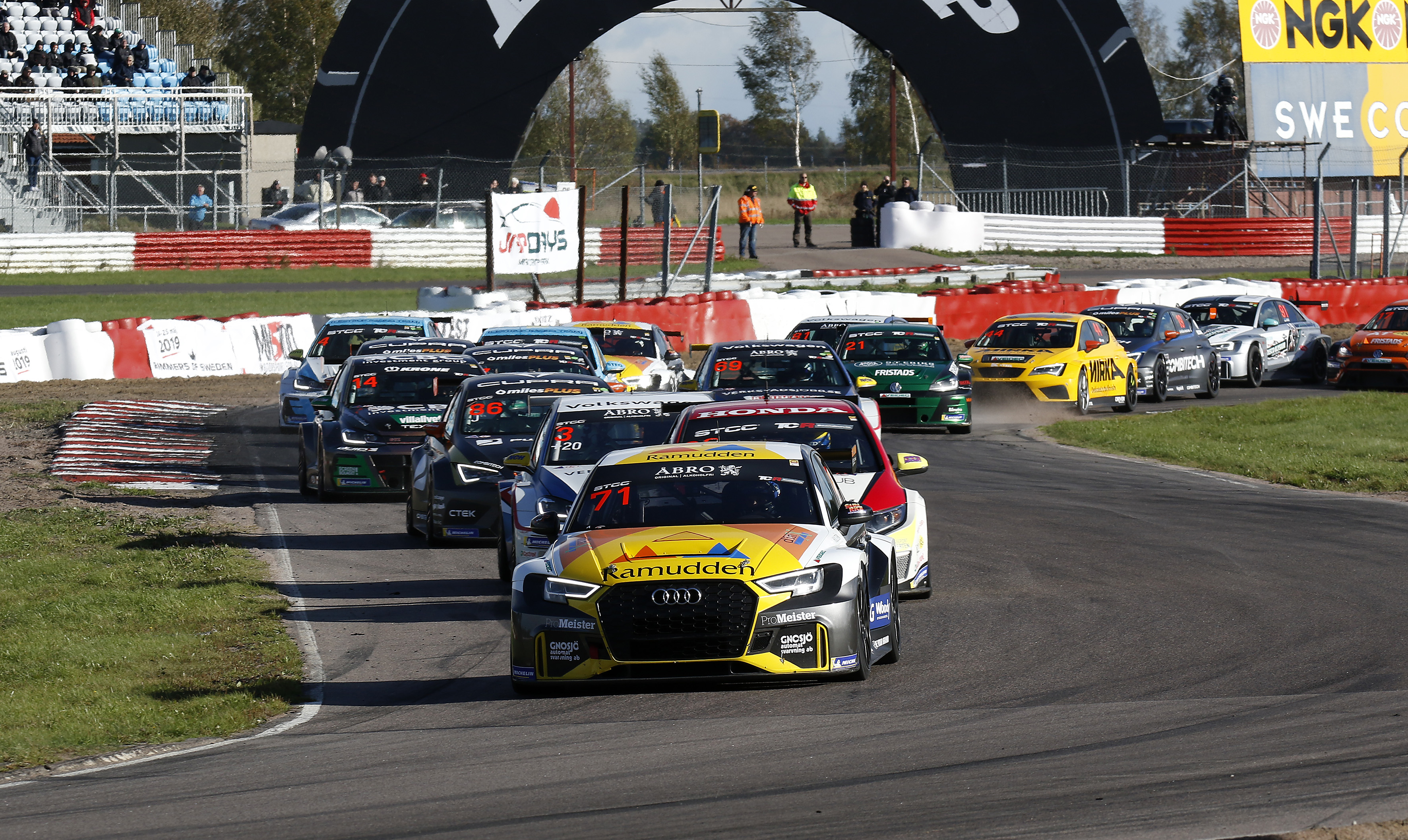
STCC 2018 am Mantorp Park

Der Mantorp Park wurde auch in einigen Computerspielen umgesetzt:
- Swedish Touring Car Championship
- DTM Race Driver
- DTM Race Driver 2
- STCC – The Game
- rFactor
- RaceRoom Racing Experience

## Weblinks

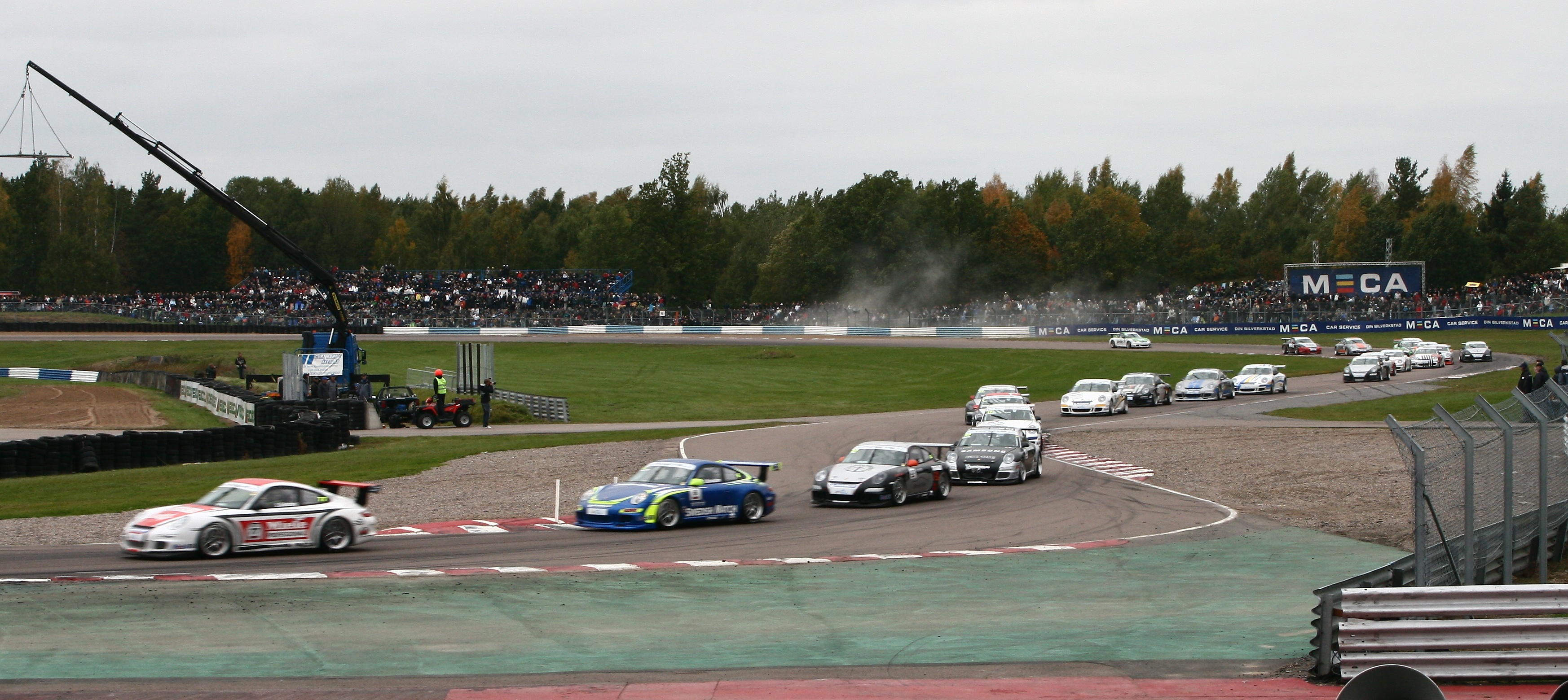
Porsche Cup Skandinavien 2008